# Józef Szczublewski
Józef Szczublewski (ur. 13 stycznia 1919 w Oberhausen; zm. 3 października 2013 w Warszawie) – profesor, polski teatrolog.

## Życiorys
Urodził się w Niemczech (emigracja zarobkowa rodziców). W 1920 wrócił do Polski i osiadł w Smolicach k. Kobylina. W latach 1930–1938 uczył się w Gimnazjum Męskim w Ostrowie Wielkopolskim. W latach ostrowskich czynny literacko, publikował w Orędowniku Ostrowskim, gimnazjalnym Promieniu, Posłańcu Niedzielnym. II wojnę światową spędził w większości w Ostrowie. Po wojnie publikował w Głosie Ostrowskim felietony pod pseudonimami „Sęk” i „Józef Marcin”.
W 1950 ukończył studia socjologiczne na Uniwersytecie Warszawskim, tytuł doktora otrzymał za książkę Żywot Osterwy. W latach 1964–1981 dyrektor Muzeum Teatralnego w Warszawie. Wieloletni współpracownik "Pamiętnika Teatralnego".
Postanowieniem prezydenta Lecha Wałęsy z dnia 4 maja 1995 roku, za wybitne zasługi w upowszechnianiu kultury, został odznaczony Krzyżem Komandorskim Orderu Odrodzenia Polski.

## Wybrane publikacje
- Artyści i urzędnicy, czyli szaleństwa Leona Schillera Warszawa 1961
- Wielki i smutny teatr warszawski 1868-1886 Warszawa 1963
- Pierwsza Reduta Osterwy Warszawa 1971
- Żywot Osterwy Warszawa 1973
- Żywot Modrzejewskiej Warszawa 1975
- Teatr Wielki w Warszawie 1833-1993 Warszawa 1993
- W gmachu Teatru Wielkiego w Warszawie 1918-1939 Warszawa 2009

## Nagrody
- Nagroda "Miesięcznika Literackiego" (1972) za książkę "Żywot Osterwy" (Państwowy Instytut Wydawniczy)[2]